# اشچیانکی، استان شویئتوکرزیسکیه
اشچیانکی، استان شویئتوکرزیسکیه (به لاتین: Trzcianki, Świętokrzyskie Voivodeship) یک منطقهٔ مسکونی در لهستان است که در Gmina Sitkówka-Nowiny واقع شده‌است.

## خصوصیات
اشچیانکی ۲۱۶ نفر جمعیت دارد.